# 野木町賛歌 ふれあいの町
「野木町賛歌 ふれあいの町」（のぎまちさんか ふれあいのまち）は、栃木県下都賀郡野木町が制定した町民歌である。作詞・新井清時、補作および監修・なかにし礼、作曲・すぎやまこういち。
本項では、町歌と同時に制定された町民音頭「野木町音頭」についても解説する。

## 解説
1984年（昭和59年）に町役場で「野木町民の歌・音頭制定委員会」が組織され、町広報紙を通じて町民を対象に歌詞を募集した。その入選作を審査委員のなかにし礼が補作、すぎやまこういちが作曲すると言う当時の人口約1万8000人の町としては異例の体制で作成され、特にすぎやまが作曲したフォーク調の旋律は高い評価を得ている。
1985年（昭和60年）3月30日付で町民音頭「野木町音頭」と共に制定され、キャニオンレコードが森昌子の歌唱でシングル盤（規格品番：P-100）を製造しているが年月の経過と共に演奏の機会が失われ、2000年代初頭には埋没した状態となっていた。
制定から四半世紀余りを過ぎた2011年（平成23年）に町の新年賀詞交換会で町内を拠点に活動する声楽家の水森千里が歌唱したことで再評価の機運が高まり、真瀬宏子町長は2年後の町制50周年に向けて町民への普及活動を行う方針を表明する。その後、制定時の音源を基にCDが作成され、2022年（令和4年）には町のYouTubeチャンネルで音源が公開された。また、町スポーツ推進委員が考案した町民体操「のぎのん体操」では町賛歌がBGMとして使用されている。

### 野木町音頭
「野木町音頭」（のぎまちおんど）は「野木町賛歌 ふれあいの町」と同時に制定された町民音頭である。作詞・なかにし礼、作曲・猪俣公章で「ふれあいの町」のレコードB面に同じく森昌子の歌唱で収録された。